# No fairytales
No Fairytales is een Nederlands voedingsmiddelenbedrijf dat zich richt op gezonde alternatieven voor bestaande producten. Het bekendste product van het bedrijf is de tortilla gemaakt van groenten.
Het merk werd in 2015 opgericht door Bernadette Kooijman. De producten van het merk worden verkocht in supermarkten en aan horecabedrijven. In 2017 ging het bedrijf een samenwerkingsverband aan met de Albert Heijn en de Vegetarische Slager voor het ontwikkelen van wraps met vegetarisch rundvlees en visvrije tonijn. In 2019 werd het merk gelanceerd in Denemarken, nadat het eerder al was geïntroduceerd in België, Zweden en Oostenrijk. In 2020 heeft Spectrum “It’s a wrap!” uitgegeven, een kookboek met recepten voor groentetortilla’s van No Fairytales.
No Fairytales claimt het eerste bedrijf te zijn dat tortilla's op de markt bracht waarvan een deel van de ingrediënten uit groenten bestaat Het assortiment bestond uit de smaken wortel, bieten, paprika en chili, en in 2021 werd daar de spinazietortilla aan toegevoegd. De gezondheidsclaim van de groententortilla wordt echter betwist: het hoofdbestanddeel van de tortilla is tarwebloem, en dat bevat minder vezels dan een reguliere volkorentortilla. Daarnaast zijn de groenten in het product bewerkt, waardoor bij het productieproces veel voedingsstoffen uit de groente verloren zijn gegaan. Bieten- en wortelwraps bevatten daarnaast bovengemiddeld veel suiker.